# آبل کوژنیوفسکی
آبل کوژِنیوفسکی (لهستانی: Abel Korzeniowski؛ ‏تلفظ در لهستانی: [ˈabɛl koʐɛˈɲɔfski]؛ زادهٔ ۱۸ ژوئیهٔ ۱۹۷۲) آهنگساز، موسیقی‌دان و رهبر ارکستر اهل لهستان است که از سال ۱۹۹۷ میلادی تاکنون مشغول فعالیت بوده است.
وی در خانواده‌ای هنرمند در کراکوف زاده شد. مادرش نوازندهٔ ویولنسل و دو برادرش موسیقی‌دان بودند. او خود دانش‌آموختهٔ نوازندگی ویولنسل در آکادمی موسیقی در کراکوف است و در همان‌جا آهنگسازی را زیر نظر کریستف پندرسکی فرا گرفت. وی به واسطهٔ ساخت موسیقی برای فیلم‌ها و نمایش‌های گوناگون، شهرت دارد و از سال ۲۰۱۷ عضو آکادمی علوم و هنرهای سینما است. وی تاکنون ۲ مرتبه نامزد دریافت جایزه گلدن گلوب بهترین موسیقی و ۱ مرتبه نامزد دریافت جایزه بفتای بهترین موسیقی فیلم شده است.

## گزیدهٔ آثار

### سینما
- نگهبانان (۲۰۲۴)
- امیلی (۲۰۲۲)
- تیل (۲۰۲۲)
- پیک (۲۰۲۰)
- راهبه (۲۰۱۸)
- حیوانات شب‌زی (۲۰۱۶)
- ذره‌ای از حقیقت (۲۰۱۵)
- رومئو و ژولیت (۲۰۱۳)
- دابلیو.ئی. (۲۰۱۲)
- یک مرد مجرد (۲۰۰۹)
- نبرد برای ترا (۲۰۰۷)
- پلوتونیم-۲۳۹ (۲۰۰۷)
- متروپلیس (۲۰۰۴- ساخت موسیقی جدید)
- حیوان بزرگ (۲۰۰۰)

### تلویزیون
- داستان عامه‌پسند (۲۰۱۶–۲۰۱۴)